# Sauerstoffgenerator
Als Sauerstoffgenerator werden (vor allem in der Luft- und Raumfahrt) Geräte zur Erzeugung von Sauerstoff zur Atemgasversorgung bezeichnet.
Man unterscheidet dabei insbesondere chemische Sauerstoffgeneratoren die als Basis meist Natriumchlorat verwenden, von Sauerstoffkonzentratoren die Sauerstoff aus der Luft anreichern. Auch elektrochemische Systeme auf Basis der Elektrolyse von Wasser oder Kohlendioxid (z. B. Ceramic Oxygen Generators) kommen zum Einsatz. Teilweise werden auch Systeme die aus Flüssigsauerstoff atembares Gas erzeugen als Sauerstoffgenerator bezeichnet.